# Кот при Семичу
Кот при Семичу (словен. Kot pri Semiču) је некадашње насеље у општини Семич, регија Југоисточна Словенија, Словенија.

## Историја
До територијалне реорганизације у Словенији била је у саставу старе општине Чрномељ. Године 2001. насеље је укинуто и припојено насељу Семич.

## Становништво
| Број становника према пописима |
| ------------------------------ |
| 1991                           |
| 367                            |

Напомена: Године 1955. повећано за насеље Горењци при Семичу, које је укинуто. Године 1990. умањено за део насеља који је припојен насељу Садиња вас. Године 2001. припојен насељу Семич.